# 新昌北站
新昌北站是中国浙江省新昌县的一座甬金铁路车站，位于羽林街道大明市新区藕岸村。车站站房面积5000平方米，设2台4线，外观融入浙东唐诗之路文化元素，以书卷形状为主体。新昌北站于2020年5月开工建设，2023年12月31日开通运营。